# Jinzhai

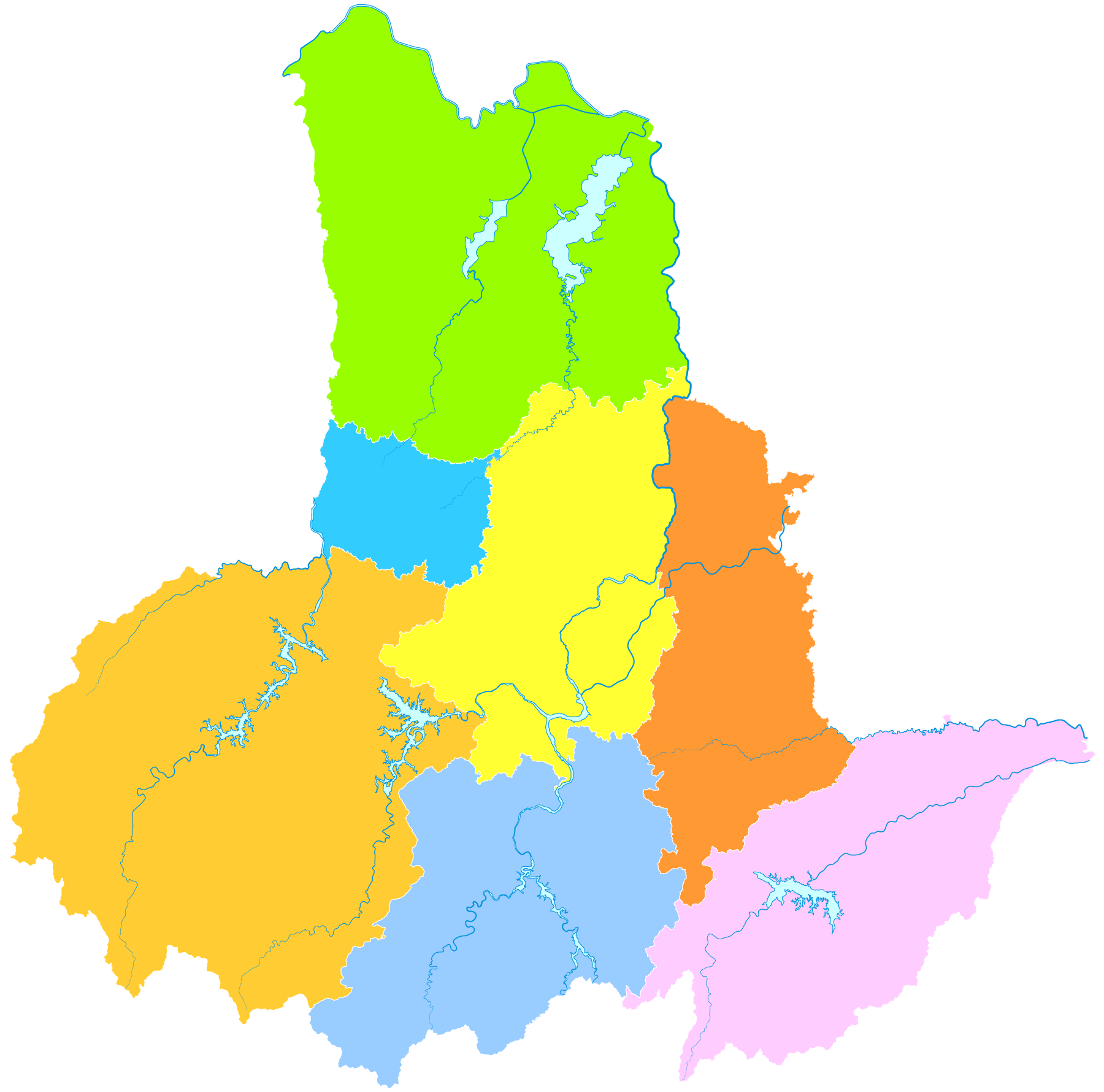
Lage des Kreises Jinzhai im Gebiet der bezirksfreien Stadt Lu’an

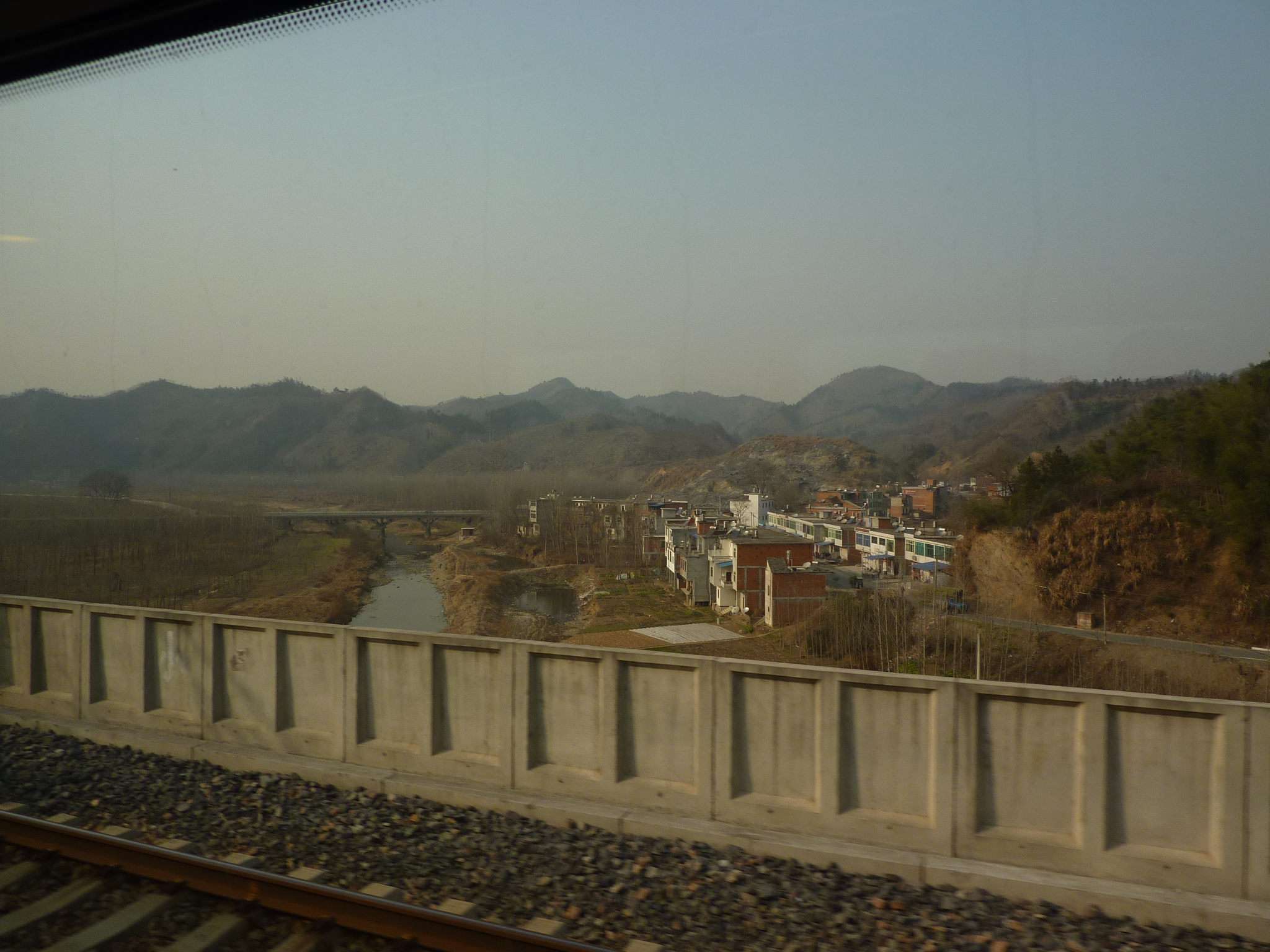
Landschaft im Kreis Jinzhai

Der Kreis Jinzhai (chinesisch 金寨县, Pinyin Jīnzhài Xiàn) ist ein Kreis in der chinesischen Provinz Anhui. Er gehört zum Verwaltungsgebiet der bezirksfreien Stadt Lu’an. Der Kreis hat eine Fläche von 3.918 Quadratkilometern und zählt 536.000 Einwohner (Stand: Ende 2018). Sein Hauptort ist die Großgemeinde Meishan (梅山镇).
Während des Chinesischen Bürgerkriegs war Jinzhai militärisches Zentrum bei der Besetzung des Dabie Shan unter Deng und Liu.

## Geographie
Der Kreis liegt fast vollständig im Dabie Shan an der Grenze zu Hubei und Henan.
Jinhai hat ausgeprägtes Monsun-Klima mit einem Jahresniederschlag von etwa 1500 mm. Die Flüsse Pi He und Shi He entspringen im Dabie Shan im Kreisgebiet. In den 1950er Jahren wurden das Meishan Reservoir (梅山水库) und das Xianghongdian Reservoir (响洪甸水库) angelegt.

## Wirtschaft
Im Kreisgebiet wird  Kalk, Granit und Jade, sowie Blei, Zink, und Molybdän abgebaut. Das Molydän-Vorkommen zählt als das zweitgrößte der Welt. Der Kreis ist zu 73 % mit Wald bedeckt. Angebaut werden Tee, Bambus, Maulbeeren, Chinesische Kastanien und chinesische Arzneipflanzen (z. B. Gastrodia elata, Lackporlinge, Ginseng). Die Teeanbaufläche beträgt 95 Quadratkilometer und 4500 Tonnen Tee werden jedes Jahr in Jinzhai geerntet, mit 30.000 Tonnen Kastanien pro Jahr ist Jinzhai das größte Kastanienanbaugebiet Chinas. In den beiden Reservoirs werden jährlich 5000 Tonnen Fisch produziert.

## Administrative Gliederung
Auf Gemeindeebene setzt sich der Kreis aus elf Großgemeinden und fünfzehn Gemeinden zusammen. 